# Podemos Región de Murcia
Podemos Región de Murcia es la organización en la Región de Murcia de Podemos. Tras el proceso de primarias que concluyó el 14 de febrero de 2015, resultó elegido el primer Consejo Ciudadano Regional y Óscar Urralburu se convirtió en el primer secretario general. El actual coordinador autonómico es Javier Sánchez Serna.
En las elecciones a la Asamblea Regional de Murcia de 2015 obtuvo 6 diputados, formando grupo parlamentario en la Asamblea Regional de Murcia. Sin embargo, en las elecciones a la Asamblea Regional de Murcia de 2019, a pesar de presentarse en coalición con Equo, obtuvieron 2 diputados, tras perder casi 47.000 votos.En el año 2023 se pidió la dimisión de su responsable María Marín al llevar el cadáver de un muñeco palestino.

## Resultados electorales

### Congreso de los Diputados
| Elecciones generales de España de 2015              | Javier Sánchez Serna | 110.601 (#4) | 15,2%  | 1/10 |
| Elecciones generales de España de 2016              | Javier Sánchez Serna | 103.522 (#4) | 14,51% | 1/10 |
| Elecciones generales de España de abril de 2019     | Javier Sánchez Serna | 80.053 (#5)  | 10,41% | 1/10 |
| Elecciones generales de España de noviembre de 2019 | Javier Sánchez Serna | 63.461 (#4)  | 8,88%  | 1/10 |
| Elecciones generales de España de 2023              | Javier Sánchez Serna | 70.900 (#4)  | 9,52%  | 1/10 |

### Asamblea Regional de Murcia
| Elecciones a la Asamblea Regional de Murcia de 2015  | Óscar Urralburu | 83.133 (#3) | 13,15% | 6/45 |             |
| Elecciones a la Asamblea Regional de Murcia de 2019  | Óscar Urralburu | 36.163 (#5) | 5,55%  | 2/45 | 4           |
| Elecciones a la Asamblea Regional de Murcia de 2023a | María Marín     | 32.173 (#5) | 4,70%  | 2/45 | Sin cambios |

a En coalición con IU-LV.

## Organización
La organización del partido surge de los documentos aprobados en la tercera Asamblea Ciudadana Estatal de Podemos, también conocida como Vistalegre III, en 2020. Consta de:
- Asamblea Ciudadana Autonómica.
- Consejo Ciudadano Autonómico.
- Coordinación Autonómica.
- Consejo de Coordinación Autonómico.
- Comisión de Garantías Democráticas Autonómica.

Además, la representatividad de los círculos (base de la militancia del partido) se da a través del consejo de círculos, la red de círculos o su presencia en el Consejo Ciudadano Autonómico.